# First Light
First Light – dwudziesty czwarty album studyjny Wishbone Ash.

## Lista utworów
Album zawiera utwory:
1. Lady Whiskey – 3:11
2. Roads Of Day To Day – 5:51
3. Blind Eye – 3:35
4. Joshua – 2:13
5. Queen Of Torture – 3:09
6. Alone (with vocals) – 3:09
7. Handy – 12:41
8. Errors Of My Way – 6:24

## Twórcy albumu
Autorami albumu są:
- Martin Turner – bas, wokal
- Andy Powell – gitara, wokal
- Ted Turner – gitara, wokal
- Steve Upton – perkusja